# Ona (Florida)
Ona es un lugar designado por el censo ubicado en el condado de Hardee en el estado estadounidense de Florida. En el Censo de 2010 tenía una población de 314 habitantes y una densidad poblacional de 4,54 personas por km².

## Geografía
Ona se encuentra ubicado en las coordenadas 27°28′59″N 81°54′35″O / 27.48306, -81.90972. Según la Oficina del Censo de los Estados Unidos, Ona tiene una superficie total de 69.2 km², de la cual 69.2 km² corresponden a tierra firme y (0%) 0 km² es agua.

## Demografía
Según el censo de 2010, había 314 personas residiendo en Ona. La densidad de población era de 4,54 hab./km². De los 314 habitantes, Ona estaba compuesto por el 61.78% blancos, el 14.65% eran afroamericanos, el 0.32% eran amerindios, el 0% eran asiáticos, el 0% eran isleños del Pacífico, el 20.38% eran de otras razas y el 2.87% pertenecían a dos o más razas. Del total de la población el 36.31% eran hispanos o latinos de cualquier raza.